# Jerzy Fitelberg

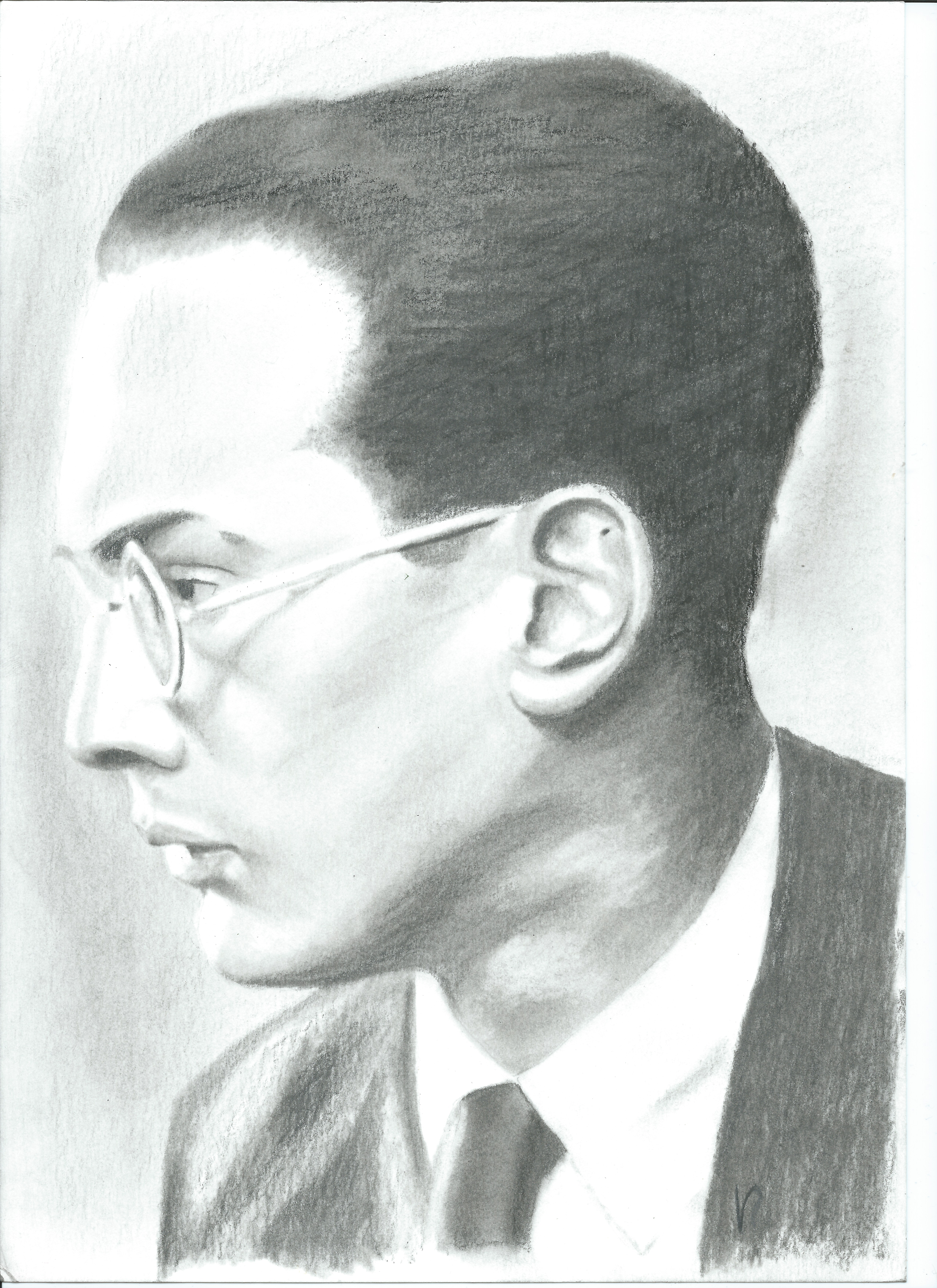
Jerzy Fitelberg

Jerzy Fitelberg(* 20. Mai 1903 in Warschau; † 25. April 1951 in New York City), in Deutschland auch Josef Fitelberg, war ein polnischer Komponist.
Fitelberg entstammte einer ursprünglich jüdischen Familie, die zum Katholizismus konvertiert war. Schon der Vater Grzegorz Fitelberg war ein namhafter Dirigent und Komponist. Fitelberg hatte ersten Musikunterricht bei seinem Vater und studierte dann an den Konservatorien von Warschau und Moskau. Von 1922 bis 1926 war er an der Berliner Akademischen Hochschule für Musik Schüler von Walther Gmeindl und Franz Schreker.
1933 emigrierte er nach Paris und übersiedelte 1940 nach New York. Er komponierte u. a. drei Orchestersuiten, ein Ballett, mehrere Violinkonzerte, ein Cello-, ein Klarinetten- und ein Klavierkonzert, eine Rhapsodie für vier Klaviere, kammermusikalische Werke (darunter fünf Streichquartette) und Klavierstücke.
Mehrere seiner Werke wurden bei den Weltmusiktagen der Internationalen Gesellschaft für Neue Musik (ISCM World Music Days) aufgeführt: Streichquartett Nr. 2 (1926), Violinkonzert Nr. 1 (1932), Violinkonzert Nr. 2 (1937), Streichquartett Nr. 4 (1941), Streichquartett Nr. 5 (1946), Nocturne für Orchester (1951).